# Sandrine Bonnaire
Sandrine Bonnaire (ur. 31 maja 1967 w Gannat) – francuska aktorka i reżyserka filmowa.

## Życiorys
Urodziła się w rodzinie robotniczej jako siódme z jedenaściorga dzieci.
Na ekranie pojawiła się już w 1981, ale jej prawdziwym debiutem był występ w filmie Za naszą miłość (1983) Maurice'a Pialata. Za rolę Suzanne otrzymała Cezara w kategorii "najbardziej obiecująca aktorka". Międzynarodową sławę oraz drugiego Cezara przyniósł jej film Bez dachu i praw (1985) Agnès Vardy.
Jako reżyser zadebiutowała filmem dokumentalnym Na imię ma Sabine (2007), opowiadającym o relacji z jej upośledzoną umysłowo siostrą.
Zasiadała w jury sekcji "Cinéfondation" na 59. MFF w Cannes (2006) oraz w jury konkursu głównego na 66. MFF w Wenecji (2009).

## Życie prywatne
Ma córkę Jeanne z amerykańskim aktorem Williamem Hurtem, którego poznała w 1991 na planie filmu Dżuma na podstawie powieści Alberta Camusa.
W 2003 wyszła za mąż za aktora i scenarzystę Guillame'a Laurenta. Ma z nim drugą córkę.